# Quang Sự
Quang Sự là nam diễn viên Việt Nam, anh được biết đến qua vai Nam trong phim điện ảnh Để Mai tính, và Phong trong phim truyền hình Yêu hơn cả bầu trời.

## Tiểu sử
Quang Sự, tên đầy đủ là Nguyễn Quang Sự, anh sinh ngày 4 tháng 12 năm 1984 tại Hoằng Hóa, Thanh Hóa, từng học cấp hai cùng Trần Văn Cường, cựu tiền đạo của Vissai Ninh Bình (2013-2014).

## Sự nghiệp
Năm 2004, trong khi học tại Đại học Sân khấu - Điện ảnh Hà Nội, Quang Sự nhận được học bổng của Đại học Nghệ thuật Quốc gia Hàn Quốc, anh du học và tham gia đóng vai phụ trong bộ phim, trong đó có phim điện ảnh độc lập Hello Stranger năm 2007. Anh tốt nghiệp năm 2009.
Năm 2011, anh tham gia bộ phim Đầm lầy bạc thuộc dòng phim Cảnh sát hình sự. Đây là bộ phim đánh dấu lần đầu chạm ngõ VFC của anh cũng như lần đầu anh vào vai công an. 
Năm 2014, Quang Sự tham gia hai bộ phim Bụi đời Chợ Lớn với vai trò thứ chính và Để Hội tính với vai trò nam chính, đều của đạo diễn Charlie Nguyễn.
Năm 2017, anh gây ấn tượng qua vai Hải bộ phim điện ảnh truyền hình Dưới bầu trời xa cách, đóng cặp với nữ diễn viên Nhật Bản Miyagi Karin. 
Năm 2020, anh trở lại màn ảnh VFC với vai diễn thầy Phong trong Yêu hơn cả bầu trời.
Năm 2021, với bộ phim Người lắng nghe - Lời thì thầm, anh nhận được giải Lựa chọn đặc biệt cho diễn viên nam / Special Mention Actor; bộ phim cũng giành được một số giải thưởng quốc tế. Cũng trong năm này, anh góp mặt với vai diễn Uy Long trong bộ phim Vũ điệu giữa bầy sói, đóng cặp với Quỳnh Lương. 
Năm 2022, anh tham gia bộ phim Hoa hồng giấy với vai diễn Nhật Khang, đóng cặp với Lê Hạ Anh. 
Năm 2023, anh tái xuất màn ảnh nhỏ với bộ phim Gia đình mình vui bất thình lình, đóng cặp với Kiều Anh. Đây là bộ phim đánh dấu sự trở lại của anh sau một thời gian Nam tiến.

## Tác phẩm

### Điện ảnh
| Năm  | Phim                           | Vai diễn               | Đạo diễn         | Ghi chú                  |
| ---- | ------------------------------ | ---------------------- | ---------------- | ------------------------ |
| 2007 | Hello, Stranger                | Thịnh Duẫn (Ting Yoon) | Kim Dong-Hyun    | Phim Hàn Quốc            |
| 2013 | Bụi đời Chợ Lớn                | Quân                   | Charlie Nguyễn   |                          |
| 2014 | Để Mai tính                    | Nam                    | Charlie Nguyễn   |                          |
| 2014 | Chung cư ma                    | Vũ                     | Văn M. Phạm      |                          |
| 2014 | Hương Ga                       |                        | Ngô Quốc Cường   |                          |
| 2016 | Găng tay đỏ                    | Hồng Việt              | Nguyễn Tuấn Anh  | Bị dừng chiếu giữa chừng |
| 2018 | Ống kính sát nhân              | Dương                  | Nguyễn Hữu Hoàng |                          |
| 2021 | Người lắng nghe / Lời thì thầm | Tường Minh             | Khoa Nguyễn      |                          |

### Truyền hình
| Năm  | Phim                                 | Vai diễn                  | Đạo Diễn                         | Kênh                | Ghi chú                                | Nguồn |
| ---- | ------------------------------------ | ------------------------- | -------------------------------- | ------------------- | -------------------------------------- | ----- |
| 2009 | Tìm lại chính mình                   |                           | Trần Lực                         | VTV1                |                                        |       |
| 2011 | Đầm lầy bạc                          | Nhân                      | Bùi Quốc Việt                    | VTV3                | Cảnh sát hình sự                       |       |
| 2011 | Hãy cùng em điệu Sarikakeo           | Thạch Vông                | Trương Sơn Hải                   | VTV1                |                                        |       |
| 2011 | Rừng chắn cát                        | Bình Nguyên               | Nguyễn Danh Dũng - Triệu Tuấn    | VTV1                |                                        |       |
| 2013 | Tình như chiếc bóng                  | Quốc Lĩnh                 | Nguyễn Tiến Thành                | TodayTV             |                                        |       |
| 2014 | Trái tim màu xanh                    | Việt Hoàn                 | Quốc Minh                        | SCTV14              |                                        |       |
| 2014 | Ký ức tuổi thơ                       | Quốc Đông                 | Đặng Minh Quốc                   | SCTV14              |                                        |       |
| 2014 | Đi qua mùa gió                       | Phạm Thành                | Nguyễn Duy Võ Ngọc               | SCTV14              |                                        |       |
| 2016 | Mãi mãi là bao lâu                   | Khôi                      | Đặng Thái Huyền                  | SCTV14              |                                        |       |
| 2017 | Dưới bầu trời xa cách                | Hải                       | Vũ Trường Khoa - Đào Duy Phúc    | VTV1                | Phim hợp tác giữa Việt Nam và Nhật Bản |       |
| 2017 | Xuân hạ thu đông                     | Đông                      | Nguyễn Duy Võ Ngọc               | Let's Viet          |                                        |       |
| 2017 | Chung cư cảnh sát                    | Phong                     | Đặng Minh Quốc                   | HTV9                | Vai phản diện đầu tiên                 |       |
| 2017 | Lật mặt hung thủ                     | Trần Trung                | Nguyễn Minh Cao                  | SCTV14              |                                        |       |
| 2018 | Án nóng                              | Sơn Lâm                   | Nguyễn Anh Tuấn                  | SCTV14              |                                        |       |
| 2018 | Trả em kiếp này                      | Thông                     | Trần Chí Thành                   | HTV9                |                                        |       |
| 2018 | Mật danh Rocker                      | Đồng Phỉ                  | Trần Huy Cường                   | HTV9                |                                        |       |
| 2019 | Vòng tròn tội ác                     | Chơn                      | Phạm Huỳnh Đông                  | SCTV14              |                                        |       |
| 2019 | Sống gượng                           | Duy                       | Phạm Nhuệ Giang                  | HTV9                |                                        |       |
| 2019 | Khi thân chủ là người tình           | Hải Ninh                  | Đặng Minh Quốc                   | SCTV14              |                                        |       |
| 2020 | Đò xuôi vạn lý                       | Thiên Tâm (Bạch Phi Nhạn) | Nguyễn Duy Võ Ngọc               | SCTV14              |                                        |       |
| 2021 | Yêu hơn cả bầu trời                  | Lê Nhất Phong             | Nguyễn Khải Anh                  | VTV1                |                                        |       |
| 2021 | Xin chào hạnh phúc: Tình cờ yêu em   | Duy                       |                                  | VTV3                |                                        |       |
| 2021 | Vũ điệu giữa bầy sói                 | Uy Long                   | Hoàng Thơ                        | SCTV14              |                                        |       |
| 2022 | Hoa hồng giấy                        | Nhật Khang                | Đặng Thái Huyền                  | Viettel TV, Netflix |                                        |       |
| 2023 | Gia đình mình vui bất thình lình     | Nguyễn Văn Công           | Nguyễn Đức Hiếu, Lê Đỗ Ngọc Linh | VTV3                |                                        |       |
| 2024 | Trạm cứu hộ trái tim                 | Trần Hữu Nghĩa            | Vũ Trường Khoa                   | VTV3                | Vai phản diện thứ hai                  |       |
| 2024 | Đội điều tra số 7: Gương mặt vặn vẹo | Trung tá Trần Đình Hùng   | Đinh Tuấn Vũ                     | ANTV                | Mùa 2 của Đội điều tra số 7            |       |
| 2025 | Trò chơi bóng tối                    | Tâm                       | Nguyễn Duy Võ Ngọc               | SCTV14              |                                        |       |

### Phim ngắn
- 2021 : Thầy ơi... Em yêu anh! ....vai.. Thầy giáo

- 2018 : Về nhà - Come back home ...vai.. Người chồng

## Giải thưởng
| Năm  | Giải thưởng   | Hạng mục                                   | Tác phẩm                      | Kết quả   | Nguồn |
| ---- | ------------- | ------------------------------------------ | ----------------------------- | --------- | ----- |
| 2022 | Ngôi Sao Xanh | Nam diễn viên điện ảnh được yêu thích nhất | Người lắng nghe: Lời thì thầm | Đoạt giải | [ 6 ] |

- Best Actor : Vegas Movie Awards 2021 (Vai Tường Minh- Người Lắng Nghe.)
- 2021: Special Mention Actor tại LHP quốc tế nghệ thuật châu Á (Asia Film Art International Film Festival – AFAIFF), cho vai Tường Minh trong Người lắng nghe: Lời thì thầm